# Gerbillini

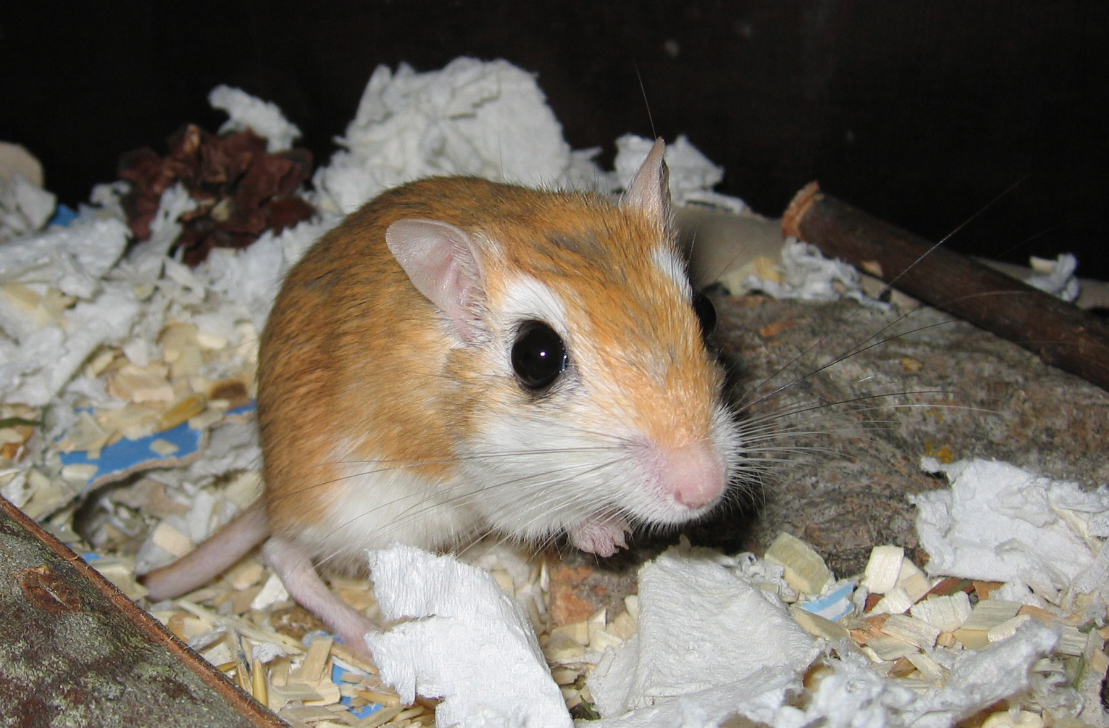
Die Blasse Rennmaus gehört zu den „niederen Rennmäusen“.

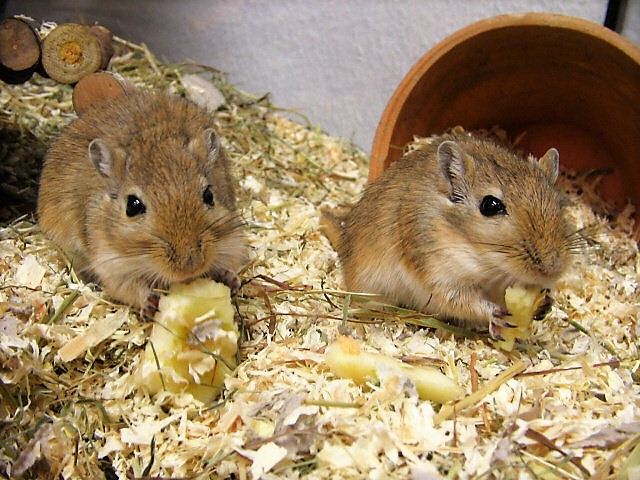
Die Mongolische Rennmaus gehört zu den „höheren Rennmäusen“.

Die Gerbillini umfassen hier im Rang einer Tribus die als „typisch“ bezeichneten Rennmäuse und gliedern sich in die „niederen Rennmäuse“ (Gerbillina), die „höheren Rennmäuse“ (Rhombomyina) und die Buschschwanz-Rennmaus.
Je nach Systematik wird für die „typischen Rennmäuse“ eine andere Rangstufe verwendet oder es werden ihnen weitere Rennmausarten zugeordnet.
Ihr Verbreitungsgebiet sind das nördliche und das östliche Afrika
sowie Asien östlich bis zur Mongolei, zur Mandschurei und bis Indien.
In Asien sind sie aus dem Oberen Miozän, möglicherweise aus dem Unteren Pliozän und vom Oberen Pliozän bis zum Holozän bekannt, in Afrika vom Oberen Pliozän bis zum Holozän und im östlichen Europa aus dem Holozän.
Mit etwa drei Vierteln der Arten machen sie den Großteil der Rennmäuse aus und sie sind sehr vielgestaltig. Hinsichtlich einiger wesentlicher Merkmale des Schädels und der Backenzähne umfassen sie sowohl die generalisiertesten als auch die spezialisiertesten Vertreter der Rennmäuse.

## Körpermerkmale

### Schädel
Die knöchernen Bestandteile des Kauapparats sind im Gegensatz zu denen der meisten Taterillinen und der Somali-Rennmaus bei den meisten „typischen Rennmäusen“ nicht so spezialisiert. Der Kiel der Jochbeinplatte ist nicht wirklich verlängert. Vielmehr führt bei einigen „höheren Rennmäusen“ die vertikale Ausdehnung der Platte zu einer Vergrößerung der Ursprungsfläche des Kaumuskels. Ein Orbitalschild ist nicht sonderlich entwickelt.
Die hauptsächliche abgeleitete Gemeinsamkeit der „typischen Rennmäuse“ ist die Art, wie das Warzenteil der Paukenblase aufgebläht ist. Die Aufblähung resultiert aus einem vorwiegend von unten erfolgenden Eindringen der Paukenhöhle in das Warzenteil. Sie beginnt mit einer Verkleinerung der Fossa parasubarcuata aufgrund des Eindringens der Paukenhöhle sowohl von unten als auch von vorne. Beide Eindringungswege treffen sich in der Mitte des Warzenteils und es bildet sich eine diagonal liegende Scheidewand (Septum mastoideum), die den vorderen Vorhof (Antrum epimastoideum) und den unteren Vorhof (Antrum tympano-mastoideum) voneinander trennt. Diese Ausprägung findet sich bei der Gattung Dipodillus.
Anders als bei den fortgeschrittenen Vertretern der Taterillinen bezieht die daran anschließende Aufblähung lediglich den unteren Vorhof ein. Die Scheidewand der Mastoidhöhle wird somit in eine vertikale Lage nach vorne bewegt und das Antrum tympano-mastoideum füllt nahezu das gesamte Warzenteil aus. Gleichzeitig verschiebt sich dessen untere Scheidewand (Septum tympano-mastoideum) bezogen auf die Naht zwischen Paukenbein und Warzenteil nach oben und an der Naht entsteht eine zusätzliche untere Scheidewand (Septum mastoideum ventralis). Diese bildet die untere Grenze der Mastoidhöhle zur Paukenhöhle und begrenzt den sich zusätzlich bildenden unteren Vorhof (Antrum mastoideum ventralis).
Schließlich führt die Ausdehnung der Mastoidwand nach hinten aufgrund der weiteren Aufblähung zur Bildung eines Scheidewandbogens, der den hinteren Bogengang (Canalis semicircularis posterior) mit der Mastoidwand verbindet und die Öffnung einer zusätzlichen hinteren Zelle (Cellula mastoidea posterior) des Warzenfortsatzes in das Antrum tympano-mastoideum begrenzt. Mit dem Antrum tympano-mastoideum, dem ziemlich großen Antrum mastoideum ventralis sowie der Cellula mastoidea posterior ist das Warzenteil der meisten Vertreter der „typischen Rennmäuse“ mit vollständig aufgeblähten Paukenblasen das komplizierteste aller Rennmäuse.

### Gebiss
| 1 | · | 0 | · | 0 | · | 3 | = 16 |
| 1 | · | 0 | · | 0 | · | 3 | = 16 |

Die Umwandlung des Gebisses der „typischen Rennmäuse“ folgt im Allgemeinen der Entwicklung vom ursprünglichen, verhältnismäßig niederkronigen und stumpfhöckerigen Typ der Backenzähne hin zum fortgeschrittenen, hochkronigen, prismatischen Typ. Aus letzterem entwickelten sich die innerhalb der Rennmäuse einmaligen, wurzellosen Backenzähne der Großen Rennmaus.
Abgesehen von kleinen Auswüchsen der Zahnhöcker, die als Ansatz von Nebenhöckern bei einigen „niederen Rennmäusen“ mit stumpfhöckerigen Backenzähnen auftreten, sind keine Nebenhöcker erhalten. Der ursprüngliche, stumpfhöckerige Typ ist durch Haupthöcker gekennzeichnet, die für eine ziemlich lange Zeit deutlich voneinander getrennt bleiben, sowie durch eine ursprüngliche Asymmetrie. So ist sowohl die Größe der Haupthöcker als auch die der seitlichen Einbuchtungen sehr unterschiedlich. Der Metaconus ist der kleinste Haupthöcker und Paraflexus sowie Hypoflexus des ersten Oberkieferbackenzahns sind die breitesten Einbuchtungen. Diese ursprüngliche Asymmetrie wird an den halbprismatischen Typ vererbt, der sich dadurch vom eigentlichen prismatischen Typ der „höheren Rennmäuse“ unterscheidet. Dieser ist der einfachste Typ, insbesondere bei der Przewalski-Rennmaus.
Das Anteroconid des ersten Unterkieferbackenzahns ist vom einfachen, rautenförmigen Typ. Jedoch tritt laut Petter (1973) und Pawlinow (1984) bei einigen Exemplaren von Dipodillus sowie der Eigentlichen Rennmäuse in seltenen Fällen ein Hufeisen-Typ auf. Dieser kann als rückschlägiger Morphotyp gedeutet werden und deutet somit an, dass sich der rautenförmige Typ bei den Rennmäusen wahrscheinlich aus dem Hufeisen-Typ entwickelt hat.
Die Zahnwurzeln sind ebenso wie die Backenzahnkronen vereinfacht und die mittlere Wurzel ist verkleinert.

## Systematik

### Innere Systematik
Die „typischen Rennmäuse“ werden hier als Tribus Gerbillini mit den folgenden Untergruppen geführt:
- die „niederen Rennmäuse“ (Gerbillina) in Afrika und Asien,
- die „höheren Rennmäuse“ (Rhombomyina) ebenfalls in Afrika und Asien sowie
- die Buschschwanz-Rennmaus (Sekeetamys calurus) in Ägypten und im angrenzenden Asien.

Sehr vielgestaltig im Erscheinungsbild wirken sie wie eine künstliche Gruppierung. Jedoch ist ihre stammesgeschichtliche Zusammengehörigkeit durch morphologische und molekulargenetische Merkmale gut gestützt. Lediglich die Zugehörigkeit einiger Gattungen ist unsicher und ihre systematische Zuordnung wird daher unterschiedlich gehandhabt. Außerdem besteht eine gewisse Uneinigkeit hinsichtlich der Anzahl und der Zusammensetzung der Untergruppen.
Heutige stammesgeschichtlich orientierte Systematiker unterscheiden hauptsächlich zwei Untergruppen, die „niederen Rennmäuse“ mit den Eigentlichen Rennmäusen und weiteren Vertretern sowie die „höheren Rennmäuse“ mit den Rennratten und verwandten Arten. Dabei erfolgt die Zusammenfassung der einander allgemein sehr ähnlichen „niederen Rennmäusen“ aufgrund ursprünglicher Gemeinsamkeiten, während die „höheren Rennmäuse“ durch abgeleitete Gemeinsamkeiten der Backenzahnkronen und des Schallleitungsapparates begründet sind. Unsicher ist die Zuordnung der Buschschwanz-Rennmaus innerhalb der „typischen Rennmäuse“.
Sie wird entweder als spezialisierte „niedere Rennmaus“ oder als generalisierte „höhere Rennmaus“ angesehen.

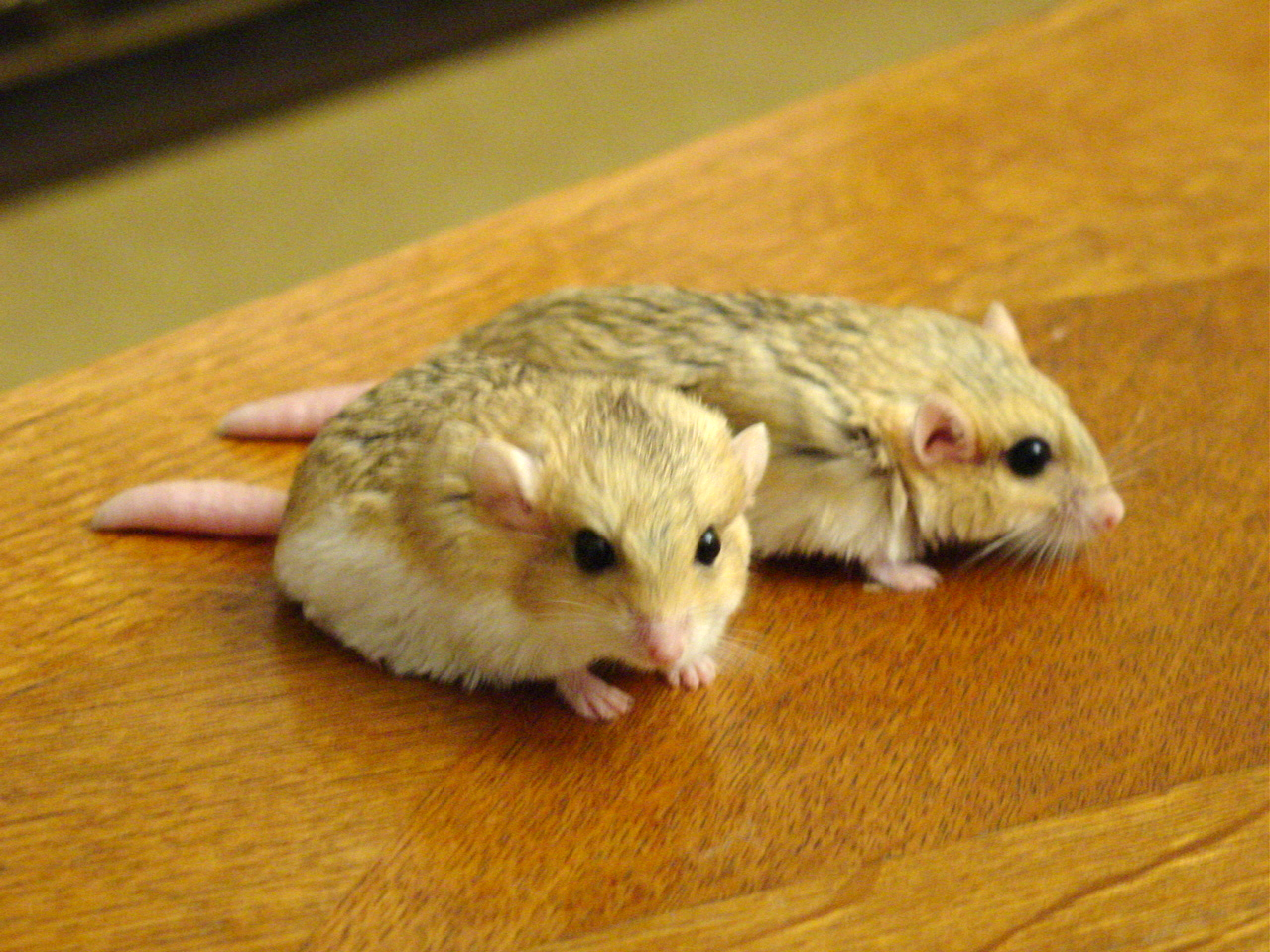
Die Fettschwanz-Rennmaus wird häufig ebenfalls den „typischen Rennmäusen“ zugeordnet.

Die Fettschwanz-Rennmaus wurde möglicherweise aufgrund eines Irrtums den „höheren Rennmäusen“ zugeordnet.  Abgeleitete Besonderheiten begründen ihre Sonderstellung und die der Brauer-Rennmaus innerhalb der „typischen Rennmäuse“. Molekulargenetische Untersuchungen sprechen sogar für eine gemeinsame basale Stellung der beiden morphologisch sehr eigentümlichen Arten innerhalb der Rennmäuse. Dieselben Untersuchungen sehen die Kleinen Nacktsohlen-Rennmäuse, die aufgrund morphologischer Untersuchungen ausnahmslos zu den Gerbillurinen gestellt wurden, als Schwestergruppe der „typischen Rennmäuse“. Die Kap-Kurzschwanz-Rennmaus wurde wegen einer möglicherweise falsch angenommenen Entsprechung beim Warzenteil ebenfalls an die Basis der „typischen Rennmäuse“ gestellt.

### Geschichte der Systematik
Anhand des Baus der Backenzähne teilte Wladimir Georgijewitsch Geptner die Familie der Rennmäuse 1933 in drei Unterfamilien auf. Die Zusammengehörigkeit der „typischen Rennmäuse“ erkannte er jedoch noch nicht und verteilte diese auf alle drei Unterfamilien.
Auch aus Francis Petters ebenfalls auf dem Bau der Backenzähne gestützten stammesgeschichtlichen Schema von 1975 lässt sich noch keine Zusammengehörigkeit ablesen.
Erstmals als zusammengehörig wurden sie 1977 von Jean Chaline erkannt. Gestützt auf das Maß der Aufblähung des Warzenteils teilte dieser die nicht ausgestorbenen Rennmäuse in zwei Unterfamilien auf und ordnete alle „typischen Rennmäuse“ der Unterfamilie Gerbillinae zu.
Igor Jakowlewitsch Pawlinow kam 1982 anhand der Art der Aufblähung des Warzenteils sowie in geringerem Maße anhand des Baus der Backenzähne und weiterer morphologischer Merkmale zu einem ähnlichen Ergebnis.
Er ordnete die als „typisch“ (englisch typical)
bezeichneten Rennmäuse einschließlich der Brauer-Rennmaus und der Fettschwanz-Rennmaus den Gerbillinae zu und teilte diese auf vier Tribus auf. Die stammesgeschichtlichen Verhältnisse stellte er folgendermaßen dar:
| „typische Rennmäuse“ (Gerbillinae)              | \| \| „niedere Rennmäuse“ (Gerbillini) \| \| \| \| \| \| Brauer-Rennmaus (Desmodilliscini) \| \| \| \| \| \| Fettschwanz-Rennmaus (Pachyuromyini) \| \| \| \| \| \| „höhere Rennmäuse“ (Rhombomyini, einschließlich Buschschwanz-Rennmaus) \| \| Vorlage:Klade/Wartung/3 Vorlage:Klade/Wartung/4 \| \| |
|                                                 | \| \| „niedere Rennmäuse“ (Gerbillini) \| \| \| \| \| \| Brauer-Rennmaus (Desmodilliscini) \| \| \| \| \| \| Fettschwanz-Rennmaus (Pachyuromyini) \| \| \| \| \| \| „höhere Rennmäuse“ (Rhombomyini, einschließlich Buschschwanz-Rennmaus) \| \| Vorlage:Klade/Wartung/3 Vorlage:Klade/Wartung/4 \| \| |
|                                                 | Taterillinen (Taterillinae) |
|                                                 | |
|                                                 | Somali-Rennmaus (Ammodillinae) |
| Vorlage:Klade/Wartung/3                         | |
|                                                 | „niedere Rennmäuse“ (Gerbillini) |
|                                                 | |
|                                                 | Brauer-Rennmaus (Desmodilliscini) |
|                                                 | |
|                                                 | Fettschwanz-Rennmaus (Pachyuromyini) |
|                                                 | |
|                                                 | „höhere Rennmäuse“ (Rhombomyini, einschließlich Buschschwanz-Rennmaus) |
| Vorlage:Klade/Wartung/3 Vorlage:Klade/Wartung/4 | |

|                                                 | „niedere Rennmäuse“ (Gerbillini)                                       |
|                                                 |                                                                        |
|                                                 | Brauer-Rennmaus (Desmodilliscini)                                      |
|                                                 |                                                                        |
|                                                 | Fettschwanz-Rennmaus (Pachyuromyini)                                   |
|                                                 |                                                                        |
|                                                 | „höhere Rennmäuse“ (Rhombomyini, einschließlich Buschschwanz-Rennmaus) |
| Vorlage:Klade/Wartung/3 Vorlage:Klade/Wartung/4 |                                                                        |

Haiyan Tong ordnete 1989 die Fettschwanz-Rennmaus den „höheren Rennmäusen“ zu und die Brauer-Rennmaus sowie die Kap-Kurzschwanz-Rennmaus absteigend basal innerhalb der „typischen Rennmäuse“ an.
Die ebenfalls auf der Aufblähung des Warzenteils gestützten stammesgeschichtlichen Verhältnisse stellte er wie folgt dar:
|      | Brauer-Rennmaus |
|      | |
| N.N. | \| \| „niedere Rennmäuse“ (einschließlich Buschschwanz-Rennmaus) \| \| \| \| \| \| „höhere Rennmäuse“ (einschließlich Fettschwanz-Rennmaus) \| \| \| \| |
|      | \| \| „niedere Rennmäuse“ (einschließlich Buschschwanz-Rennmaus) \| \| \| \| \| \| „höhere Rennmäuse“ (einschließlich Fettschwanz-Rennmaus) \| \| \| \| |
|      | „niedere Rennmäuse“ (einschließlich Buschschwanz-Rennmaus)                                                                                              |
|      | |
|      | „höhere Rennmäuse“ (einschließlich Fettschwanz-Rennmaus)                                                                                                |
|      | |

|  | „niedere Rennmäuse“ (einschließlich Buschschwanz-Rennmaus) |
|  |                                                            |
|  | „höhere Rennmäuse“ (einschließlich Fettschwanz-Rennmaus)   |
|  |                                                            |

|      | Brauer-Rennmaus |
|      | |
| N.N. | \| \| „niedere Rennmäuse“ (einschließlich Buschschwanz-Rennmaus) \| \| \| \| \| \| „höhere Rennmäuse“ (einschließlich Fettschwanz-Rennmaus) \| \| \| \| |
|      | \| \| „niedere Rennmäuse“ (einschließlich Buschschwanz-Rennmaus) \| \| \| \| \| \| „höhere Rennmäuse“ (einschließlich Fettschwanz-Rennmaus) \| \| \| \| |
|      | „niedere Rennmäuse“ (einschließlich Buschschwanz-Rennmaus)                                                                                              |
|      | |
|      | „höhere Rennmäuse“ (einschließlich Fettschwanz-Rennmaus)                                                                                                |
|      | |

|  | „niedere Rennmäuse“ (einschließlich Buschschwanz-Rennmaus) |
|  |                                                            |
|  | „höhere Rennmäuse“ (einschließlich Fettschwanz-Rennmaus)   |
|  |                                                            |

|      | Brauer-Rennmaus |
|      | |
| N.N. | \| \| „niedere Rennmäuse“ (einschließlich Buschschwanz-Rennmaus) \| \| \| \| \| \| „höhere Rennmäuse“ (einschließlich Fettschwanz-Rennmaus) \| \| \| \| |
|      | \| \| „niedere Rennmäuse“ (einschließlich Buschschwanz-Rennmaus) \| \| \| \| \| \| „höhere Rennmäuse“ (einschließlich Fettschwanz-Rennmaus) \| \| \| \| |
|      | „niedere Rennmäuse“ (einschließlich Buschschwanz-Rennmaus)                                                                                              |
|      | |
|      | „höhere Rennmäuse“ (einschließlich Fettschwanz-Rennmaus)                                                                                                |
|      | |

|  | „niedere Rennmäuse“ (einschließlich Buschschwanz-Rennmaus) |
|  |                                                            |
|  | „höhere Rennmäuse“ (einschließlich Fettschwanz-Rennmaus)   |
|  |                                                            |

|      | Brauer-Rennmaus |
|      | |
| N.N. | \| \| „niedere Rennmäuse“ (einschließlich Buschschwanz-Rennmaus) \| \| \| \| \| \| „höhere Rennmäuse“ (einschließlich Fettschwanz-Rennmaus) \| \| \| \| |
|      | \| \| „niedere Rennmäuse“ (einschließlich Buschschwanz-Rennmaus) \| \| \| \| \| \| „höhere Rennmäuse“ (einschließlich Fettschwanz-Rennmaus) \| \| \| \| |
|      | „niedere Rennmäuse“ (einschließlich Buschschwanz-Rennmaus)                                                                                              |
|      | |
|      | „höhere Rennmäuse“ (einschließlich Fettschwanz-Rennmaus)                                                                                                |
|      | |

|  | „niedere Rennmäuse“ (einschließlich Buschschwanz-Rennmaus) |
|  |                                                            |
|  | „höhere Rennmäuse“ (einschließlich Fettschwanz-Rennmaus)   |
|  |                                                            |

|      | Brauer-Rennmaus |
|      | |
| N.N. | \| \| „niedere Rennmäuse“ (einschließlich Buschschwanz-Rennmaus) \| \| \| \| \| \| „höhere Rennmäuse“ (einschließlich Fettschwanz-Rennmaus) \| \| \| \| |
|      | \| \| „niedere Rennmäuse“ (einschließlich Buschschwanz-Rennmaus) \| \| \| \| \| \| „höhere Rennmäuse“ (einschließlich Fettschwanz-Rennmaus) \| \| \| \| |
|      | „niedere Rennmäuse“ (einschließlich Buschschwanz-Rennmaus)                                                                                              |
|      | |
|      | „höhere Rennmäuse“ (einschließlich Fettschwanz-Rennmaus)                                                                                                |
|      | |

|  | „niedere Rennmäuse“ (einschließlich Buschschwanz-Rennmaus) |
|  |                                                            |
|  | „höhere Rennmäuse“ (einschließlich Fettschwanz-Rennmaus)   |
|  |                                                            |

|      | Brauer-Rennmaus |
|      | |
| N.N. | \| \| „niedere Rennmäuse“ (einschließlich Buschschwanz-Rennmaus) \| \| \| \| \| \| „höhere Rennmäuse“ (einschließlich Fettschwanz-Rennmaus) \| \| \| \| |
|      | \| \| „niedere Rennmäuse“ (einschließlich Buschschwanz-Rennmaus) \| \| \| \| \| \| „höhere Rennmäuse“ (einschließlich Fettschwanz-Rennmaus) \| \| \| \| |
|      | „niedere Rennmäuse“ (einschließlich Buschschwanz-Rennmaus)                                                                                              |
|      | |
|      | „höhere Rennmäuse“ (einschließlich Fettschwanz-Rennmaus)                                                                                                |
|      | |

|  | „niedere Rennmäuse“ (einschließlich Buschschwanz-Rennmaus) |
|  |                                                            |
|  | „höhere Rennmäuse“ (einschließlich Fettschwanz-Rennmaus)   |
|  |                                                            |

|      | Brauer-Rennmaus |
|      | |
| N.N. | \| \| „niedere Rennmäuse“ (einschließlich Buschschwanz-Rennmaus) \| \| \| \| \| \| „höhere Rennmäuse“ (einschließlich Fettschwanz-Rennmaus) \| \| \| \| |
|      | \| \| „niedere Rennmäuse“ (einschließlich Buschschwanz-Rennmaus) \| \| \| \| \| \| „höhere Rennmäuse“ (einschließlich Fettschwanz-Rennmaus) \| \| \| \| |
|      | „niedere Rennmäuse“ (einschließlich Buschschwanz-Rennmaus)                                                                                              |
|      | |
|      | „höhere Rennmäuse“ (einschließlich Fettschwanz-Rennmaus)                                                                                                |
|      | |

|  | „niedere Rennmäuse“ (einschließlich Buschschwanz-Rennmaus) |
|  |                                                            |
|  | „höhere Rennmäuse“ (einschließlich Fettschwanz-Rennmaus)   |
|  |                                                            |

|      | Brauer-Rennmaus |
|      | |
| N.N. | \| \| „niedere Rennmäuse“ (einschließlich Buschschwanz-Rennmaus) \| \| \| \| \| \| „höhere Rennmäuse“ (einschließlich Fettschwanz-Rennmaus) \| \| \| \| |
|      | \| \| „niedere Rennmäuse“ (einschließlich Buschschwanz-Rennmaus) \| \| \| \| \| \| „höhere Rennmäuse“ (einschließlich Fettschwanz-Rennmaus) \| \| \| \| |
|      | „niedere Rennmäuse“ (einschließlich Buschschwanz-Rennmaus)                                                                                              |
|      | |
|      | „höhere Rennmäuse“ (einschließlich Fettschwanz-Rennmaus)                                                                                                |
|      | |

|  | „niedere Rennmäuse“ (einschließlich Buschschwanz-Rennmaus) |
|  |                                                            |
|  | „höhere Rennmäuse“ (einschließlich Fettschwanz-Rennmaus)   |
|  |                                                            |

Zytogenetische Untersuchungen der Chromosomen sowie Allozym-Analysen (Benazzou, 1984)
und molekulargenetische Untersuchungen mittels DNA/DNA-Hybridisierung (Chevret, 1994)
stützten die „typischen Rennmäuse“ als Verwandtschaftsgruppe nur mäßig.
Molekulargenetische Untersuchungen der mitochondrialen Cytochrom-b- und 12S-rRNA-Gene durch Pascale Chevret und Gauthier Dobigny 2005 bestätigten sie dagegen deutlich. Chevret und Dobigny stellten darüber hinaus ein gemeinsames Schwestergruppenverhältnis der Brauer-Rennmaus und der Fettschwanz-Rennmaus zu allen anderen Rennmäusen sowie ein mit einem Bootstrap-Wert von mehr als 90 Prozent unterstütztes Schwestergruppenverhältnis zwischen den Kleinen Nacktsohlen-Rennmäusen und den „typischen Rennmäusen“ fest. Die stammesgeschichtlichen Verhältnisse gaben Chevret und Dobigny folgendermaßen an:
| N.N. | \| \| „niedere Rennmäuse“ (einschließlich Buschschwanz-Rennmaus) \| \| \| \| \| \| „höhere Rennmäuse“ (einschließlich Fettschwanz-Rennmaus) \| \| \| \| |
|      | \| \| „niedere Rennmäuse“ (einschließlich Buschschwanz-Rennmaus) \| \| \| \| \| \| „höhere Rennmäuse“ (einschließlich Fettschwanz-Rennmaus) \| \| \| \| |
|      | Kleine Nacktsohlen-Rennmäuse |
|      | |
|      | „niedere Rennmäuse“ (einschließlich Buschschwanz-Rennmaus)                                                                                              |
|      | |
|      | „höhere Rennmäuse“ (einschließlich Fettschwanz-Rennmaus)                                                                                                |
|      | |

|  | „niedere Rennmäuse“ (einschließlich Buschschwanz-Rennmaus) |
|  |                                                            |
|  | „höhere Rennmäuse“ (einschließlich Fettschwanz-Rennmaus)   |
|  |                                                            |

| N.N. | \| \| „niedere Rennmäuse“ (einschließlich Buschschwanz-Rennmaus) \| \| \| \| \| \| „höhere Rennmäuse“ (einschließlich Fettschwanz-Rennmaus) \| \| \| \| |
|      | \| \| „niedere Rennmäuse“ (einschließlich Buschschwanz-Rennmaus) \| \| \| \| \| \| „höhere Rennmäuse“ (einschließlich Fettschwanz-Rennmaus) \| \| \| \| |
|      | Kleine Nacktsohlen-Rennmäuse |
|      | |
|      | „niedere Rennmäuse“ (einschließlich Buschschwanz-Rennmaus)                                                                                              |
|      | |
|      | „höhere Rennmäuse“ (einschließlich Fettschwanz-Rennmaus)                                                                                                |
|      | |

|  | „niedere Rennmäuse“ (einschließlich Buschschwanz-Rennmaus) |
|  |                                                            |
|  | „höhere Rennmäuse“ (einschließlich Fettschwanz-Rennmaus)   |
|  |                                                            |

| N.N. | \| \| „niedere Rennmäuse“ (einschließlich Buschschwanz-Rennmaus) \| \| \| \| \| \| „höhere Rennmäuse“ (einschließlich Fettschwanz-Rennmaus) \| \| \| \| |
|      | \| \| „niedere Rennmäuse“ (einschließlich Buschschwanz-Rennmaus) \| \| \| \| \| \| „höhere Rennmäuse“ (einschließlich Fettschwanz-Rennmaus) \| \| \| \| |
|      | Kleine Nacktsohlen-Rennmäuse |
|      | |
|      | „niedere Rennmäuse“ (einschließlich Buschschwanz-Rennmaus)                                                                                              |
|      | |
|      | „höhere Rennmäuse“ (einschließlich Fettschwanz-Rennmaus)                                                                                                |
|      | |

|  | „niedere Rennmäuse“ (einschließlich Buschschwanz-Rennmaus) |
|  |                                                            |
|  | „höhere Rennmäuse“ (einschließlich Fettschwanz-Rennmaus)   |
|  |                                                            |

| N.N. | \| \| „niedere Rennmäuse“ (einschließlich Buschschwanz-Rennmaus) \| \| \| \| \| \| „höhere Rennmäuse“ (einschließlich Fettschwanz-Rennmaus) \| \| \| \| |
|      | \| \| „niedere Rennmäuse“ (einschließlich Buschschwanz-Rennmaus) \| \| \| \| \| \| „höhere Rennmäuse“ (einschließlich Fettschwanz-Rennmaus) \| \| \| \| |
|      | Kleine Nacktsohlen-Rennmäuse |
|      | |
|      | „niedere Rennmäuse“ (einschließlich Buschschwanz-Rennmaus)                                                                                              |
|      | |
|      | „höhere Rennmäuse“ (einschließlich Fettschwanz-Rennmaus)                                                                                                |
|      | |

|  | „niedere Rennmäuse“ (einschließlich Buschschwanz-Rennmaus) |
|  |                                                            |
|  | „höhere Rennmäuse“ (einschließlich Fettschwanz-Rennmaus)   |
|  |                                                            |

## Stammesgeschichte
Laut den Untersuchungen von Chevret und Dobigny (2005) mittels entspannter molekularer Uhr spalteten sich die „typischen Rennmäuse“ vor etwa 8,52 Millionen Jahren, also im Oberen Miozän, von den Kleinen Nacktsohlen-Rennmäusen ab und vor etwa 7,57 Millionen Jahren in die „niederen“ und die „höheren Rennmäuse“ auf. Die Buschschwanz-Rennmaus und die Eigentlichen Rennmäuse trennten sich vor etwa 5,97 Millionen Jahren voneinander. Als Kalibrierung diente die Aufspaltung zwischen Hausmaus und Wanderratte, die mit einem Alter von 12,84 Millionen Jahren angesetzt wurde.
Eine Verwandtschaft der fossilen Gattungen Pseudomeriones, Epimeriones und Mascaramys zu den „typischen Rennmäusen“, insbesondere den „höheren Renmäusen“, wurde diskutiert.
Ebenso wurde ihnen die fossile Gattung Abudhabia zugeordnet.
Als ursprüngliches Verbreitungsgebiet der „typischen Rennmäuse“ wird Afrika angenommen und die einzelnen Gruppen haben sich möglicherweise getrennt voneinander nach Asien ausgebreitet.